# San Isidro (Madrid)

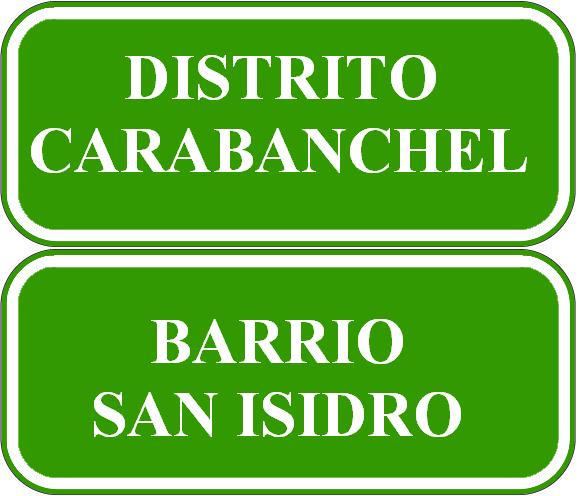
San Isidro és un barri de Carabanchel

San Isidro és un barri del sud-oest de Madrid del districte de Carabanchel, amb 40.122 habitants (Padró Municipal, 2007). Limita al nord amb Imperial (Arganzuela), a l'est amb Opañel, al sud amb Vista Alegre i Puerta Bonita i a l'oest amb Los Cármenes (Latina). Està situat entre la Vía Carpetana i el carrer del General Ricardos i entre l'Avinguda de Nuestra Señora de Valvanera i el riu Manzanares.
El seu nom ve marcat per la presència del conegut parc de San Isidro immortalitzat en obres de Francisco de Goya com El prat de San Isidro o els quadres de Paulino de la Linde, que en els seus llenços van reflectir escenes del Romiatge de San Isidro, que se celebra tradicionalment a mitjan maig per venerar al patró de Madrid.

## Transports
Pel que fa al Metro, hom hi pot trobar les estacions de Marqués de Vadillo, Urgel i Oporto al llarg de General Ricardos línia , l'estació de Carpetana  ja és al límit oest.
| Línia Metro | Estacions a San Isidro, Carabanchel |
| ----------- | ----------------------------------- |
| Línia 5     | Marqués de Vadillo, Urgel, Oporto   |
| Línia 6     | Carpetana                           |

Diverses línies comuniquen el barri amb el centre i altres districtes la més important és la Línia 35 que recorre General Ricardos i arriba fins al Rastro al centre de la ciutat
El carrer principal del barri és General Ricardos i enllaça amb el centre de la capital i amb la M-30 així com amb altres barris del districte de Carabanchel.